# HMS Hotspur (H01)
HMS Hotspur byl britský torpédoborec třídy G a H, který sloužil u Royal Navy během druhé světové války.

## Stavba
Stavba začala 27. února 1935 v loděnici Scott's Shipbuilding and Engineering v Greenock ve Skotsku. Na vodu byl spuštěn 23. března 1936 a do služby byl přijmut 29. prosince 1936.

## Operační služba
- Účastnil se v dubnu 1940 první námořní bitvy u Narviku.
- Účastnil se v březnu 1941 bitvy u Matapanu.
- Účastnil se v dubnu 1941 evakuace Řecka.
- 23. prosince 1941 spolu s torpédoborcem HMS Hasty potopily severně od Solumu německou ponorku U-79.

Dne 23. listopadu 1948 byl předán Dominikánské republice, kde byl přejmenován na Trujillo. Vyřazen a sešrotován byl roku 1972.